# Ferroviário Atlético Clube (Alagoas)
O Ferroviário Atlético Clube é um clube brasileiro de futebol, da cidade de Maceió, capital do estado de Alagoas.
Teve como um dos colaboradores o chefe de estação Paulo Lopes Cavalcante, funcionário da Rede Ferroviária Federal de Alagoas, que por várias vezes assumiu a presidência do clube entre 1977. 
Em 1980, quando o então presidente era Rui Costa, jogou com CRB, CSA entre outros times. Fez um amistoso com o time do Itabaiana-SE, em 1971, onde empatou por 1x1, quando todos achavam que levaria uma goleada, devido ao time do Itabaiana ser um dos mais fortes do Nordeste naquela época.
Foi campeão em 1954.
O clube esta licenciado desde 1996 e não retornou mais para o futebol profissional. 

## Títulos
- Campeonato Alagoano:1954[1]
- Torneio Início: 1952

### Campanhas de destaque
- Vice-Campeonato Alagoano: 1952 e 1956